# Don Hertzfeldt
Don Hertzfeldt (ur. 1 sierpnia, 1976 we Fremont, w Kalifornii) – amerykański rysownik i animator. Twórca m.in. nominowanych do Oscara animowanych filmów krótkometrażowych Rejected (2000) oraz Everything Will Be OK (2006). Za swoje animacje zdobywca 121 innych nagród oraz czterech nominacji.
Filmografia
- Ah, L'Amour (1995)
- Genre (1996)
- Lily and Jim (1997)
- Billy's Balloon (1998)
- Rejected (2000)
- Welcome to the Show/Intermission in the Third Dimension/The End of the Show (2003)
- The Meaning of Life (2005)
- Everything Will Be OK (2006)
- I am so proud of you (2008)
- Wisdom Teeth (2010)
- It's Such A Beautiful Day (2012)
- World of Tomorrow (2015)